# Heterotheca (Protista)
Heterotheca es un género de foraminífero bentónico de la Familia Lagynidae, del Suborden Allogromiina y del Orden Allogromiida. Su especie tipo es Heterotheca lobata. Su rango cronoestratigráfico abarca el Holoceno.

## Clasificación
Heterotheca incluye a la siguiente especie:
- Heterotheca lobata